# Clistopyga recurva
Clistopyga recurva är en stekelart som först beskrevs av Thomas Say 1835.  Clistopyga recurva ingår i släktet Clistopyga och familjen brokparasitsteklar. Inga underarter finns listade i Catalogue of Life.